# Ukrainisches Haus (Mariupol)

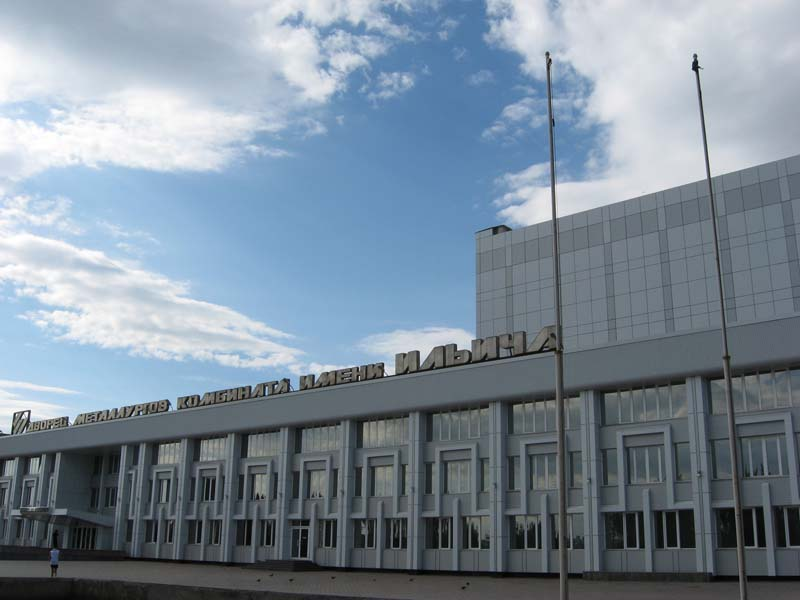
Ukrainisches Haus in Mariupol (2007)

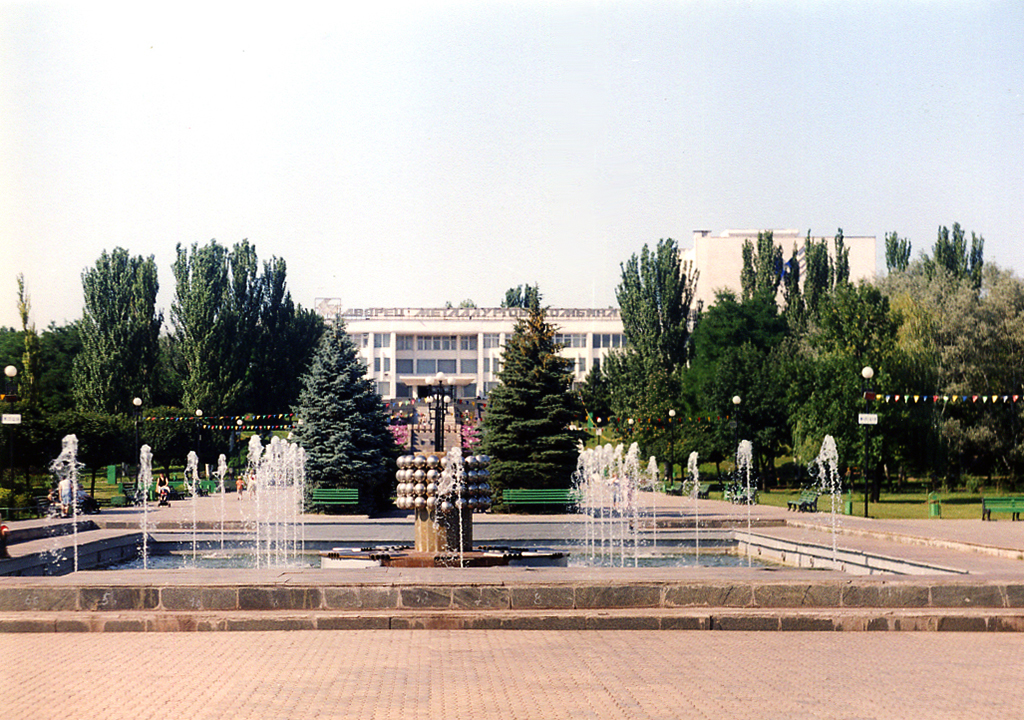
Ukrainisches Haus in Mariupol (2006)

Das Ukrainische Haus (ukrainisch Міський Палац Культури «Український дім» Miski Palaz Kultury „Ukrainski dim“) war ein Kulturpalast in Mariupol. Er wurde im Frühjahr 2022 im russischen Angriffskrieg gegen die Ukraine schwer beschädigt.

## Geschichte
Mariupols Einwohnerzahl wuchs in den 1970er Jahren um mehr als 80.000 an. Insbesondere die metallurgischen Werke zogen neue Arbeiter in die Stadt. In den Kulturpalästen Mariupols, in denen Vereine die Räumlichkeiten nutzen konnten und von denen jeder von einem anderen Werk errichtet worden war, wurde somit der Platz knapp und daher entschieden sich die Iljitsch Eisen- und Stahlwerke Mariupol für den Bau eines neuen Kulturpalastes am Metalurgiw Prospekt zwischen dem Stadtrajon Kalmius, der bis 2016 ebenfalls Iljitsch hieß, und dem Rajon Zentral, zu dem auch die Innenstadt gehört.
Dieser Kulturpalast der Metallurgen (russisch Дворец Культуры Металлургов Dworez Kultury Metallurgow) war der größte der Stadt. Seine Hauptfassade gen Westen war fast 100 Meter lang und trug den russischen Schriftzug „Дворец металлургов комбината имени Ильича“ (deutsch Palast der Metallurgen des Iljitsch-Kombinats). Eröffnet wurde er am 15. Juli 1982 und ergänzte das Angebot des ebenfalls von Iljitsch errichteten Karl-Marx-Kulturpalastes. Die Werke errichteten somit sowohl den ältesten als auch den jüngsten Kulturpalast Mariupols. Das 30 Meter breite Gebäude war ein Bauwerk der Moderne und besaß eine eigenwillig gestaltete Fensterfront, bei der die Hauptgliederung durch die Fenstereinfassungen erfolgte. Ähnliche aufgebaute Kulturpaläste waren bereits zuvor entstanden, etwa wurde 1972 in Krementschuk und 1974 in Minsk ein solcher Bau eröffnet. Sie unterschieden sich aber in der Fassadengestaltung voneinander. Auch andere Gebäude in der Ukraine basieren auf demselben Typenentwurf namens 2С-06-6, der von einem Architektenkollektiv stammt und einen Saal mit 1200 Sitzplätzen vorsah.
Zahlreiche Gruppen und Vereine, die sich bis dahin im Karl-Marx-Kulturpalast getroffen hatten, zogen in den 1980er Jahren in den neuen Kulturpalast, darauf wurde dieser Teil des alten Gebäudes zum Museum umgestaltet. Während der umbaubedingten Schließung des Dramatheaters war der Kulturpalast zudem die bedeutendste Theaterbühne der Stadt. Auch nach Gründung der Ukraine hielt sich das Gebäude als wichtigster Treffpunkt Mariupols und bedeutendes Konzerthaus der Stadt und beherbergte im Jahr 2020 23 Organisationen, darunter Tanzensembles oder Theatergruppen, sowie neun Vereine. Es gab 808 Mitarbeiter und mehrere hundert aktive Mitglieder. Auch während der Frühphase der COVID-19-Pandemie in der Ukraine konnte man noch über 100 Aufführungen abhalten. In dem Kulturpalast wurden Veranstaltungen unterschiedlichster Art abgehalten, etwa Ehrungen, Schönheitswettbewerbe, Musik- und Tanzevents oder Jobmessen.
Nachdem Metinvest Asow-Stahl und Iljitsch übernommen hatte und dadurch zu viele Kulturpaläste in der Stadt besaß, ging der Kulturpalast in die Hände der Stadt über. Nach dem Kampf um Mariupol 2014 wurde das Gebäude in Städtischer Kulturpalast „Ukrainisches Haus“ umbenannt. Im Jahr 2020 wurde die Renovierung des Kulturpalastes beschlossen, bei der auch die Fassade verändert werden sollte. Die erste Bauphase, ein Umbau des Erdgeschosses im Inneren, begann im November 2020.
Während der Belagerung von Mariupol wurde der Kulturpalast im April 2022 schwer beschädigt. Alle Fenster der Hauptfassade sowie der Iljitsch-Schriftzug wurden zerstört. Zudem wurden Teile der Fassade und der Innenbereich des Gebäudes beschädigt. Auch das Dach und der erhöhte Ostteil wurden schwer in Mitleidenschaft gezogen.

## Umfeld
Der den Kulturpalast umgebende Park, der ebenfalls 1982 geschaffen wurde, entstand aus einem Garten und hieß zunächst Wiesenpark des 200jährigen Mariupol (ukrainisch: Лугопарк ім. 200-річчя Маріуполя Lugopark im. 200-ritschtschja Mariupolja). Später wurde er nach Mikola Oleksijowitsch Hurow (ukrainisch Микола Олексійович Гуров, häufig auch russisch Николай Алексеевич Гуров), von 1982 bis 1990 Direktor der Iljitsch-Werke, in Hurow-Park umbenannt. Häufig wurde er daher auch Hurow-Wiesenpark (ukrainisch Лугопарк ім. Гурова) genannt, also beide Formen kombiniert. Vor dem Kulturhaus wurde ein Denkmal für Hurow errichtet und im Jahr 2021 – anlässlich des 30. Jahrestages der Unabhängigkeit der Ukraine – erfolgte eine erneute Umbenennung in Jubiläumspark namens Hurow (ukrainisch Парк Ювілейний ім. Гурова). Der Park wurde mehrfach überholt und wies zuletzt 70.000 Blumen, Bäume und Sträucher auf. In ihm befanden sich Skulpturen, Wasserspiele, Denkmäler, ein neun Meter hohes Spielensemble in der Form eines Märchenschlosses, eine Veranstaltungsbühne sowie verschiedene Installationen, durch die Bäume angestrahlt, 3D-Projektionen und Geräusche erzeugt werden konnten.